# Almost Human (serie televisiva)
Almost Human è una serie televisiva statunitense poliziesca prodotta e trasmessa nella stagione 2013-2014 sulla rete televisiva Fox; è incentrata sulle indagini condotte dall'agente John Kennex.

## Trama
Nel 2048 tutti gli agenti del Los Angeles Police Department sono affiancati da androidi quasi indistinguibili dagli esseri umani. John Kennex, uno degli agenti del dipartimento, risvegliatosi dal coma in cui era finito dopo un'imboscata della malavita, ritorna in servizio. Vista la sua avversione con i normali androidi, gli viene assegnato il sintetico Dorian, caratterizzato da inaspettate reazioni emotive.

## Personaggi e interpreti
- John Reginald[1] Kennex, interpretato da Karl Urban.
È un agente del dipartimento di polizia di Los Angeles.
- DRN-0167[2] "Dorian", interpretato da Michael Ealy.
È l'androide che affianca l'agente Kennex.
- Richard Paul, interpretato da Michael Irby.
È un detective del dipartimento, non in buoni rapporti con Kennex.
- Valerie Stahl, interpretata da Minka Kelly.
È un'agente del dipartimento.
- Rudolph "Rudy" Lom[3], interpretato da Mackenzie Crook.
È il progettista degli androidi usati dal dipartimento.
- Sandra Maldonado, interpretata da Lili Taylor.
È il capo del dipartimento di polizia.

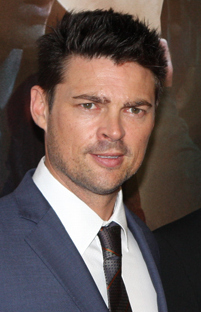
Karl Urban interpreta John Kennex
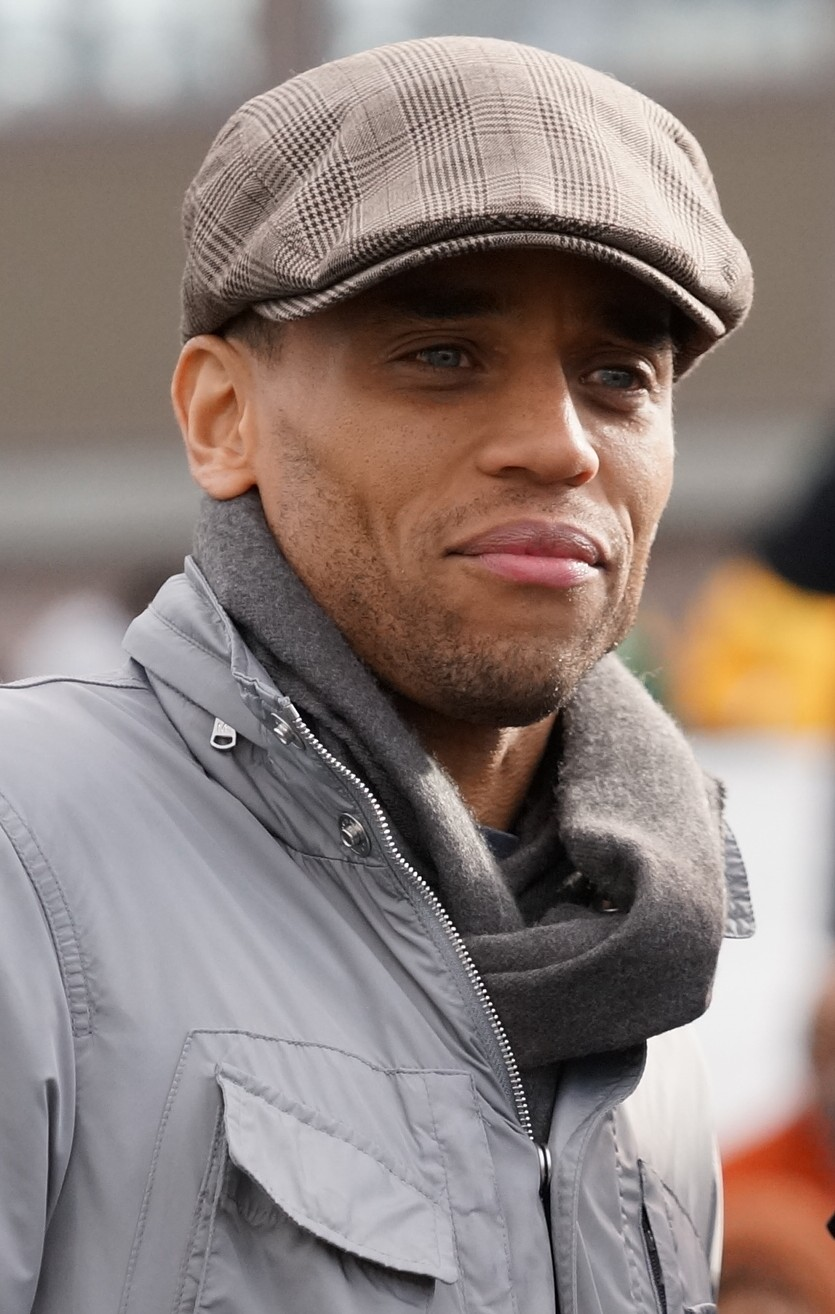
Michael Ealy interpreta Dorian
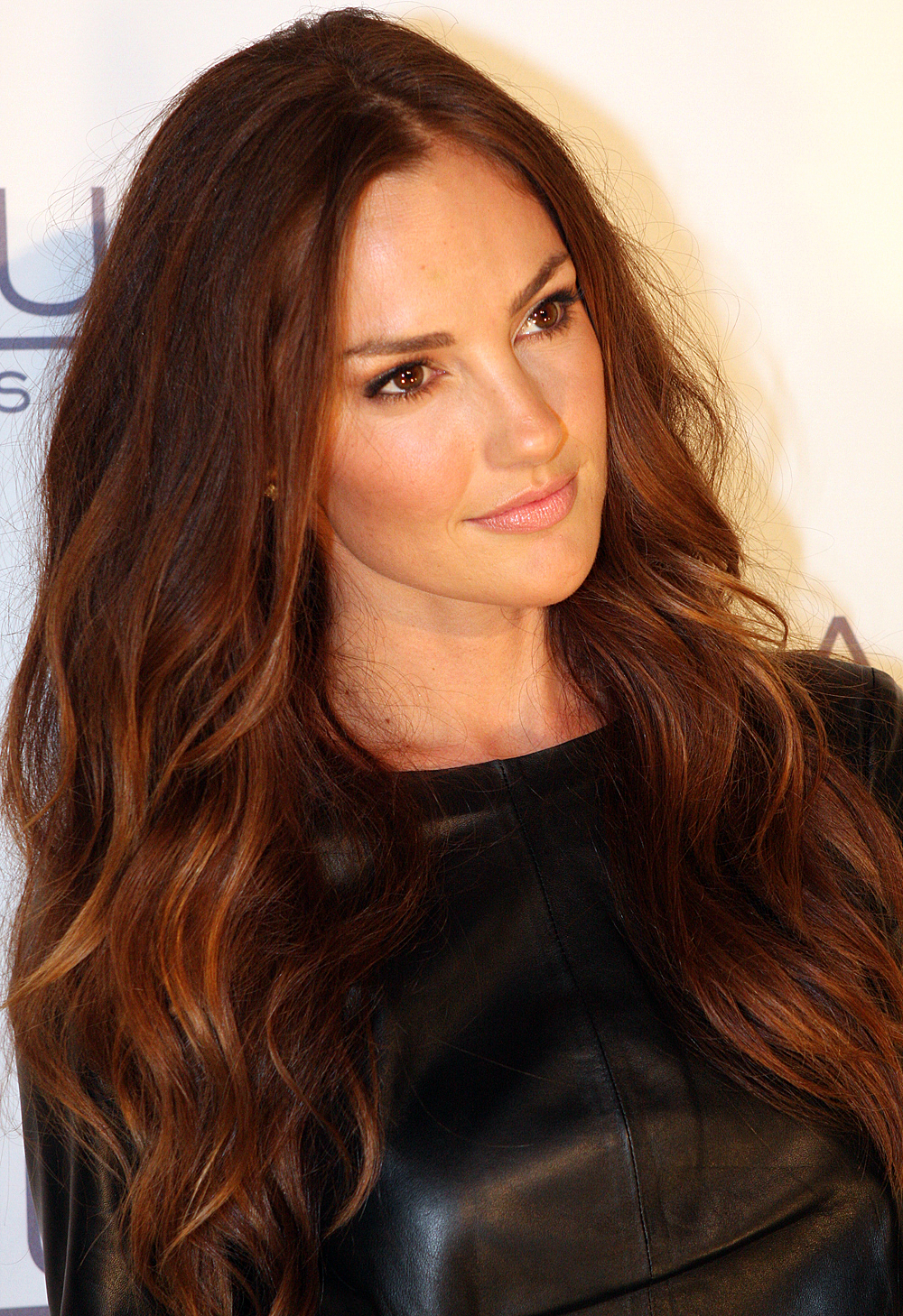
Minka Kelly interpreta Valerie Stahl
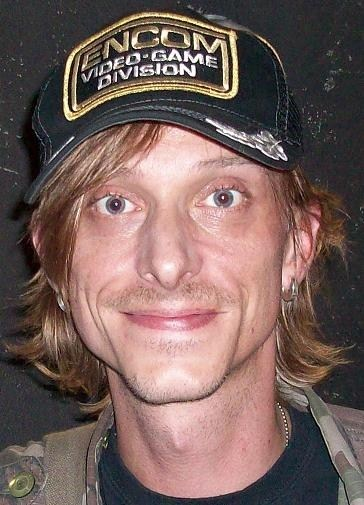
Mackenzie Crook interpreta Rudy Lom
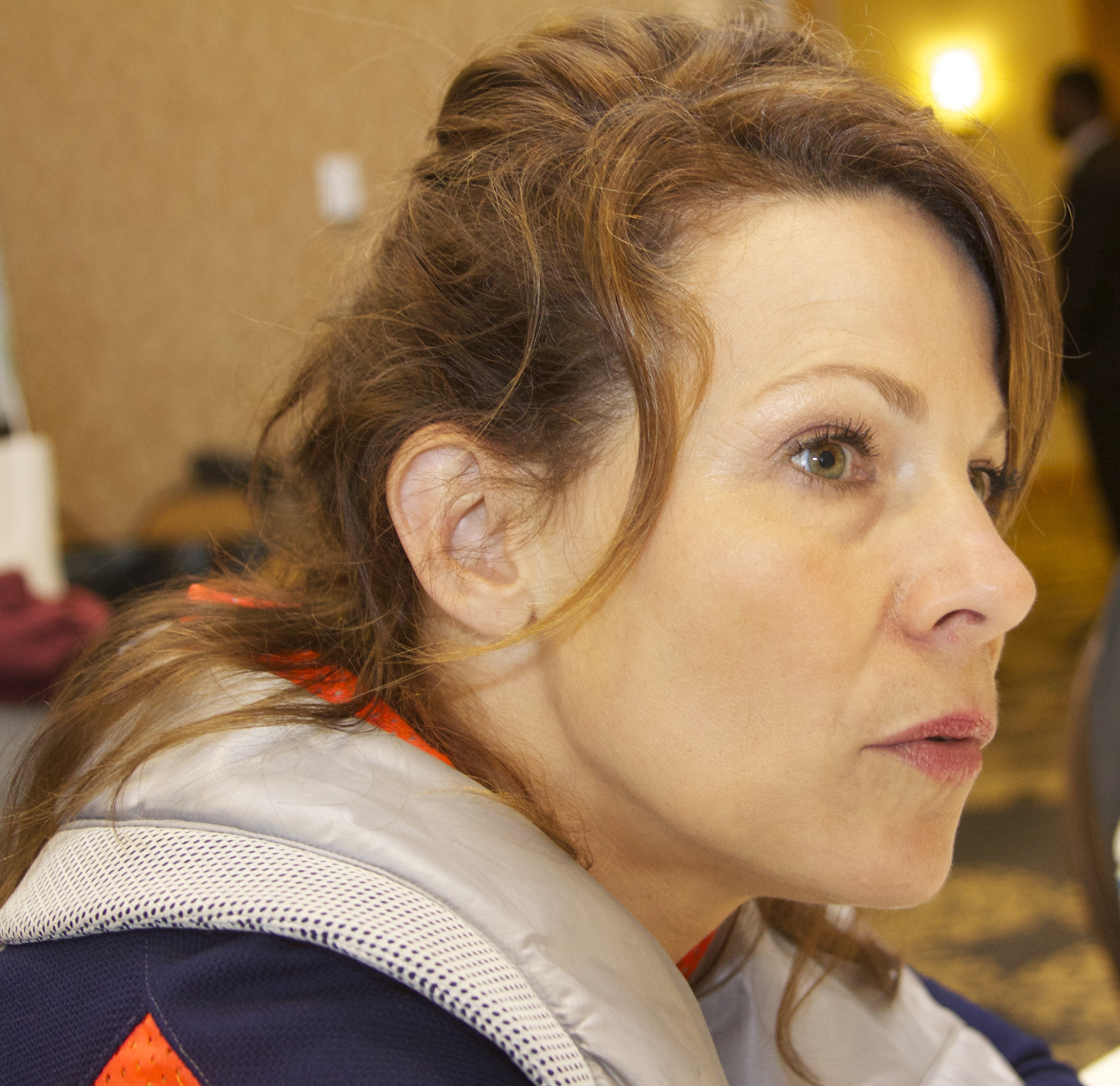
Lili Taylor interpreta Sandra Maldonado

## Episodi
| Stagione       | Episodi | Prima TV originale | Prima TV Italia |
| -------------- | ------- | ------------------ | --------------- |
| Prima stagione | 13      | 2013-2014          | 2014            |

## Produzione
La produzione della serie ebbe inizio il 5 settembre 2012, quando la Fox commissionò al produttore Joel Howard Wyman la scrittura di una sceneggiatura per un nuovo episodio pilota futuristico, incentrato su una coppia di agenti di polizia formata da un umano e un androide. Il 25 gennaio 2013, dopo aver visionato la sceneggiatura, la rete statunitense confermò la produzione del pilot, la cui regia venne affidata a Brad Anderson. J. J. Abrams e Bryan Burk figurano come produttori esecutivi insieme a Wyman.
I produttori ebbero occasione di spiegare che la serie fu concepita sul modello di NYPD Blue; si tratta quindi di un police procedural, pur avendo una forte caratterizzazione dei personaggi, il quale si distingue grazie all'ambientazione futuristica.
Nel febbraio 2013 Michael Ealy fu ingaggiato per interpretare il robot protagonista Dorian. Il 4 marzo si unì al cast Lili Taylor, per il ruolo del capitano Maldonado; mentre il giorno seguente furono ingaggiati Michael Irby e Mackenzie Crook, rispettivamente per i ruoli del detective Richard Paul e del progettista Rudy Lom. L'11 marzo Minka Kelly si unì al cast per la parte dell'agente Stahl; mentre il 12 marzo il cast principale si completò con l'ingaggio di Karl Urban, interprete del protagonista John Kennex.
La serie fu girata a Vancouver e dintorni.
L'8 maggio 2013 la Fox ordinò la produzione di una prima stagione completa, il cui esordio venne programmato per il 17 novembre 2013. Nell’aprile 2014, a causa dei risultati d'ascolto non soddisfacenti, la Fox decise di non rinnovare Almost Human per una seconda stagione.

## Trasmissione internazionale
- Canada: La serie è andata in onda in contemporanea con gli Stati Uniti su Global[17].
- Italia: La serie ha debuttato in anteprima su Premium Action il 1º marzo 2014, mentre il 20 gennaio 2015 è andata in onda sul canale Italia 1.